# Osornophryne puruanta
Osornophryne puruanta es una especie de anfibio anuro de la familia Bufonidae.

## Distribución geográfica
Esta especie es endémica de la provincia de Imbabura en Ecuador. Se encuentra en la Cordillera de Pimampiro a 3.500 m sobre el nivel del mar.

## Descripción
Osornophryne puruanta mide de 40 a 47 mm para las hembras. Su parte posterior es de color marrón amarillento y tiene pústulas amarillas en los flancos. Su superficie ventral es de color marrón rojizo con pústulas crema. El lado interno de sus patas es de color rosa pálido. Su iris es marrón oscuro con algunas manchas amarillas doradas.
Se supone que esta especie es nocturna en la medida en que, a pesar de mucha investigación, no se encontró ningún individuo durante el día.
El desove tiene entre 35 y 50 huevos con un diámetro promedio de 3 mm. Se supone que estos huevos tienen un desarrollo directo, como es el caso con otras especies de este género.
Esta especie se alimenta de coleópteros, himenópteros, larvas de insectos, etc.

## Etimología
El nombre de la especie le fue dado en referencia al lugar de su descubrimiento, el lago Puruanta (o Puruhanta).

## Publicación original
- Gluesenkamp & Guayasamin, 2008: A new species of Osornophryne (Anura: Bufonidae) from the Andean highlands of northern Ecuador. Zootaxa, vol. 1828, p. 18-28[6]